# Delhi (Iowa)
Delhi es una ciudad situada en el condado de Delaware, en el estado de Iowa, Estados Unidos. Según el censo de 2010 tenía una población de 460 habitantes.

## Geografía
Según la Oficina del Censo de los Estados Unidos, la localidad tiene un área total de 2,53 km², de los cuales 2,52 km² corresponden a tierra firme y el restante 0,01 km² a agua, que representa el 0,4% de la superficie total de la localidad.

## Demografía
Según el censo de 2010, había 460 personas residiendo en la localidad. La densidad de población era de 181,82 hab./km². Había 225 viviendas con una densidad media de 88,93 viviendas/km². El 99,13% de los habitantes eran blancos, y el 0,87% pertenecía a dos o más razas. El 0,65% de la población eran hispanos o latinos de cualquier raza.